# نورد-بیفه‌لاند
نورد-بیفه‌لاند (به هلندی: Noord-Beveland) یک شهرستان در هلند است که در زیلاند واقع شده‌است. نورد-بیفه‌لاند ۱ متر بالاتر از سطح دریا واقع شده‌است.